# Melanostoma octonotatus
Melanostoma octonotatus är en tvåvingeart som först beskrevs av Jacques-Marie-Frangile Bigot 1884.  Melanostoma octonotatus ingår i släktet gräsblomflugor, och familjen blomflugor.
Artens utbredningsområde är Algeriet. Inga underarter finns listade i Catalogue of Life.